# 刁琳宇
刁琳宇（1994年4月7日—），江苏淮安人，中國女子排球運動員，身高1米82，司職二传手，亦為中國國家女子排球隊成員。效力於江苏中天钢铁女排。

## 運動生涯
刁琳宇联赛生涯始於2014—2015赛季中国女排联赛，之後與江蘇女排在2015-2016赛季联赛取得亚军，其後在2016-2017赛季联赛取得冠军，个人獲得「最佳二传」。
2017年，中国排协公布中国国家女排集训名单，刁琳宇首次入选。之后参加了2017年瑞士女排精英赛、2017年世界女排大奖赛及2017年女子世界大冠軍盃排球賽等比賽。
2022年，蔡斌擔任新一屆的國家女排主教練，刁琳宇開始擔當新一屆國家女排的主力二傳手。

## 獎項

### 個人榮譽
- 2016-2017赛季中国女子排球联赛：最佳二传
- 2020-2021赛季中国女子排球联赛：最佳二传
- 2023年世界女排聯賽：最佳二传

### 俱樂部
- 2014-2015赛季中国女子排球联赛： - 铜牌（江蘇中天鋼鐵排球俱樂部）
- 2015-2016赛季中国女子排球联赛： - 銀牌（江蘇中天鋼鐵排球俱樂部）
- 2016-2017赛季中国女子排球联赛： - 金牌（江蘇中天鋼鐵排球俱樂部）
- 2017-2018赛季中国女子排球超級联赛： - 铜牌（江蘇中天鋼鐵排球俱樂部）
- 2020-2021赛季中国女子排球联赛： - 銀牌（江蘇中天鋼鐵排球俱樂部）
- 2021-2022赛季中国女子排球联赛： - 銀牌（江蘇中天鋼鐵排球俱樂部）
- 2023-2024赛季中国女子排球超級联赛： - 铜牌（江蘇中天鋼鐵排球俱樂部）
- 2024-2025赛季中国女子排球超級联赛： - 金牌（江蘇中天鋼鐵排球俱樂部）

### 國家隊
- 2017瑞士女排精英赛（英语：2017 Montreux Volley Masters）： - 銅牌
- 2017年女排大冠軍盃： - 金牌
- 2023年世界女排聯賽： - 銀牌
- 2022年亞洲運動會排球比賽： - 金牌